# Avión supersónico

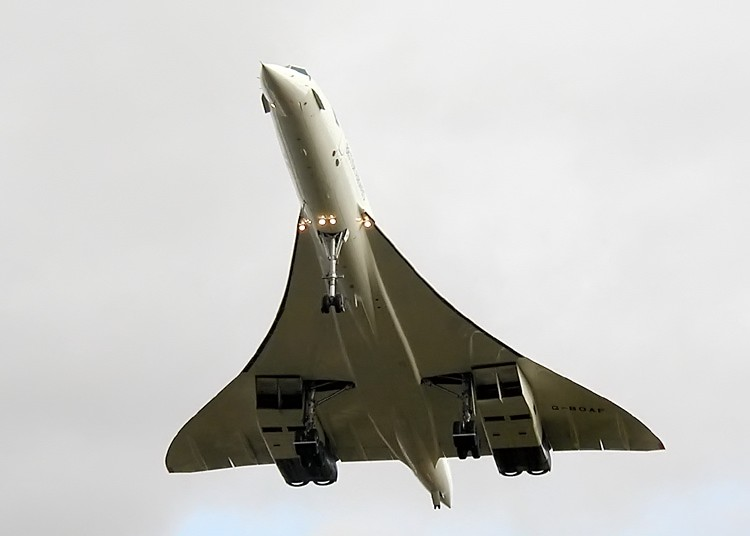
Avión supersónico Concorde.

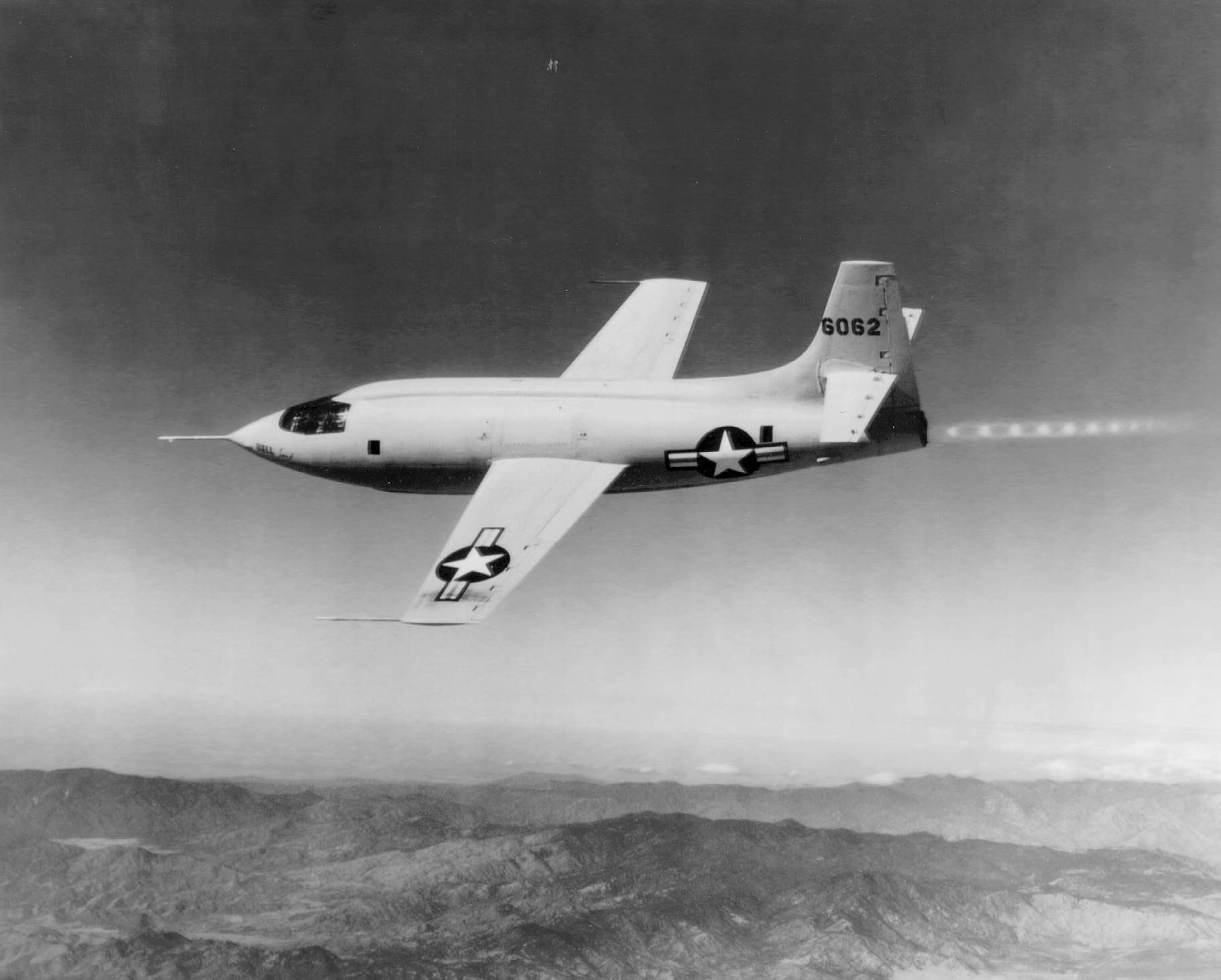
Primer avión supersónico, Bell X-1.

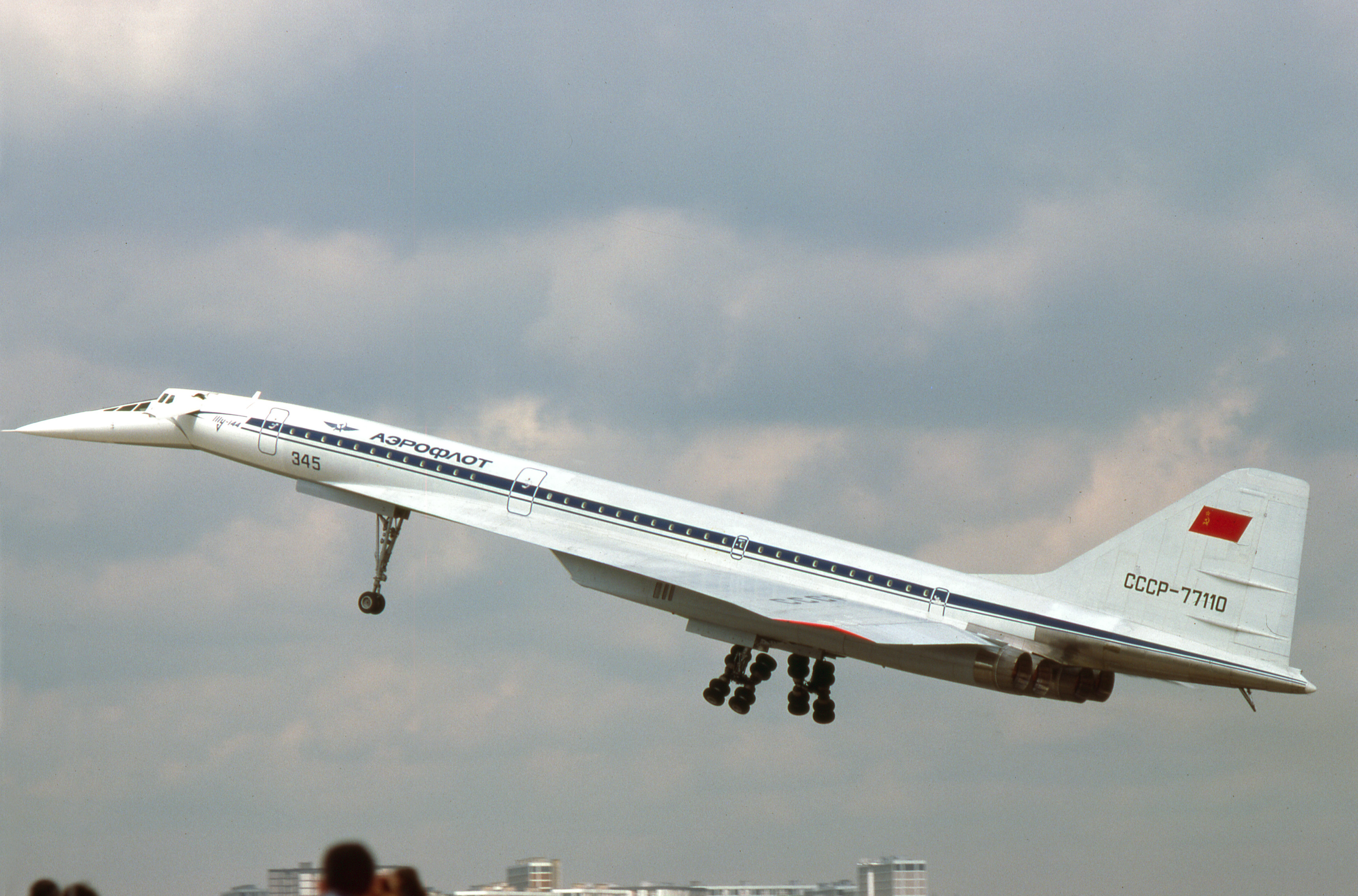
Primer avión supersónico de pasajeros Tupolev Tu-144.

Un avión supersónico es un aeronave capaz de sobrepasar la barrera del sonido, partiendo así del número Mach.

## Historia
Los aviones supersónicos comenzaron con la NASA para la instrucción de pilotos pero más tarde se llevaron para el uso militar llegando a utilizarse en transportes comerciales como el Concorde británico y el soviético Túpolev Tu-144. Desde la invención de la turbina y su utilización en el primer avión a propulsión, el Heinkel He 178, se genera una revolución aeronáutica importante, dando paso a una nueva generación de aviones. Es en 1947 cuando el piloto estadounidense Chuck Yeager supera por primera vez la velocidad del sonido en su avión-cohete Bell X-1, demostrando que es posible viajar más rápido que el sonido.

## Aviones supersónicos civiles

### Construidos
- Túpolev Tu-144
- Aérospatiale-BAC Concorde

### No realizados/proyectos cancelados
- Boeing 2707
- Lockheed L-2000
- Douglas 2229
- Túpolev Tu-444
- Aerion AS2
- HyperMach SonicStar
- SAI Quiet Supersonic Transport

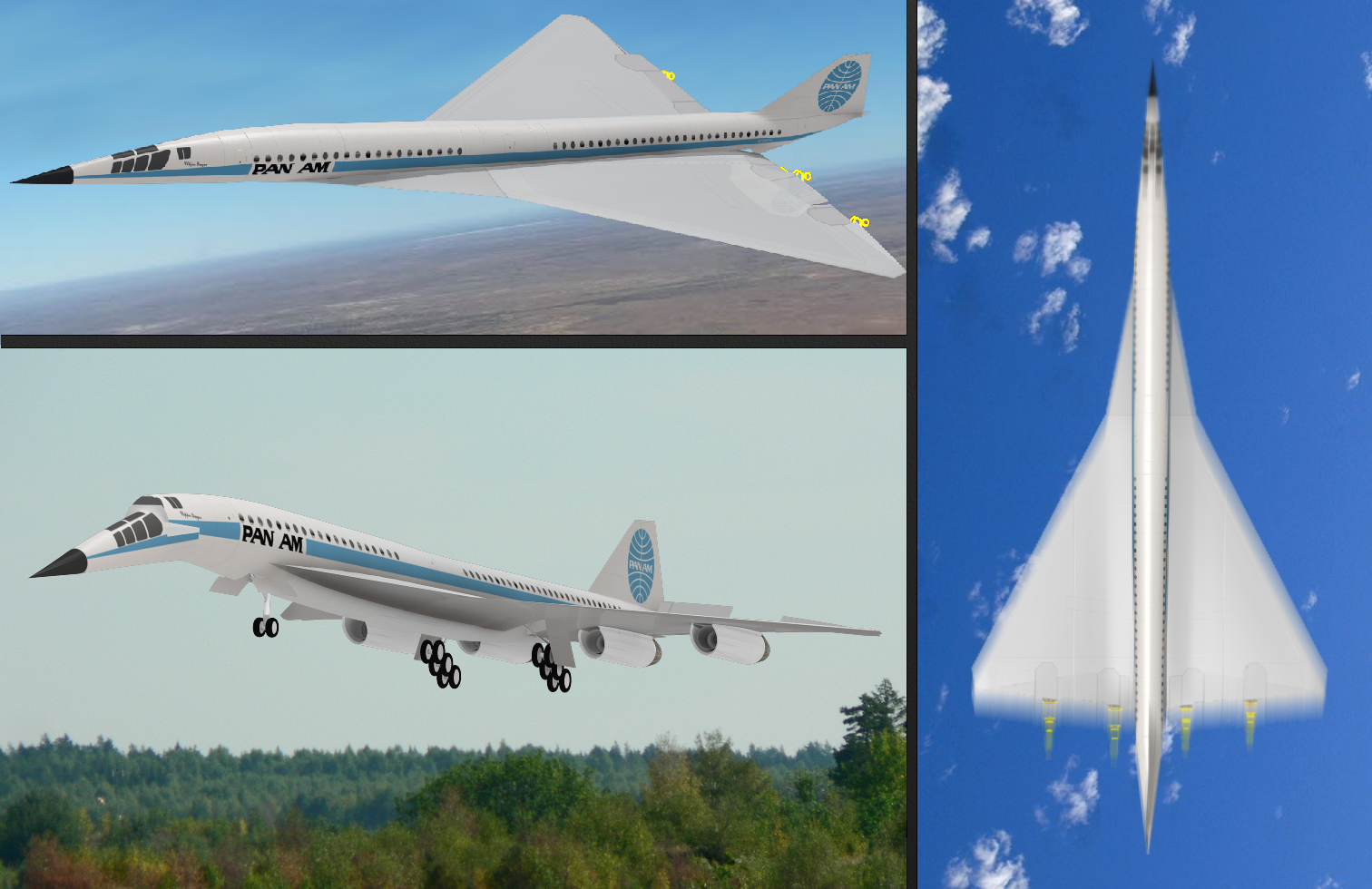
Lockheed L-2000.

- Next Generation Supersonic Transport
- Sukhoi-Gulfstream S-21
- Spike S-512
- Reaction Engines A2
- ZEHST
- Túpolev Tu-244

### En desarrollo
- Boom Technologies Overture
- Starship (SpaceX)